# Otto Schenk (cyclisme)
Otto Schenk (né à Schweinfurt) est un coureur cycliste allemand. Professionnel durant les années 1940, il a été  champion d'Allemagne sur route en 1948.

## Palmarès
- 1948
  -  Champion d'Allemagne sur route
- 1950
  - 3e du Tour d'Allemagne